# The Ultra Vivid Lament
The Ultra Vivid Lament é o décimo quinto álbum de estúdio da banda galesa de rock Manic Street Preachers, lançado pela Columbia Records em setembro de 2021.
O projeto alcançou o topo das paradas de álbuns no Reino Unido, sendo o primeiro álbum do grupo a alcançar tal status desde This Is My Truth Tell Me Yours (1998). O projeto recebeu críticas favoráveis da mídia especializada e apresentou dois singles - "Orwellian" e "The Secret He Had Missed".

## Antecedentes
Em 2018, o Manic Street Preachers lançou Resistance Is Futile e a edição comemorativa de 20 anos de This Is My Truth Tell Me Yours. Após isso, o vocalista James Dean Bradfield começou a trabalhar em um álbum solo, que acabou se tornando Even in Exile.

## Composição
Quando se desenvolveu a pandemia de COVID-19, a banda já trabalhava em material inédito para um álbum novo. Na ocasião, os músicos afirmaram que não fariam referência à pandemia no trabalho. Musicalmente, o trabalho é menos focado em guitarra do que o anterior e também foi descrito como mais melancólico. No período de produção do álbum, os pais do baixista Nicky Wire morreram. James Dean Bradfield, por sua vez, aprendeu a tocar piano durante a pandemia.

## Lançamento
The Ultra Vivid Lament foi lançado em 10 de setembro de 2021, e em cerca de uma semana chegou ao topo da UK Albums Chart, sendo o melhor desempenho comercial da banda desde This Is My Truth Tell Me Yours.
O álbum recebeu avaliações predominantemente positivas da crítica. No Metacritic, o álbum recebeu uma média de 79 de 100 pontos de um total de 13 críticas".

## Faixas
| N.º            | Título                                         | Duração |  |
| 1.             | "Still Snowing in Sapporo"                     | 6:08    |  |
| 2.             | "Orwellian"                                    | 3:49    |  |
| 3.             | "The Secret He Had Missed" (com Julia Cumming) | 3:39    |  |
| 4.             | "Quest for Ancient Colour"                     | 4:08    |  |
| 5.             | "Don't Let the Night Divide Us"                | 3:42    |  |
| 6.             | "Diapause"                                     | 4:59    |  |
| 7.             | "Complicated Illusions"                        | 3:23    |  |
| 8.             | "Into the Waves of Love"                       | 3:10    |  |
| 9.             | "Blank Diary Entry" (com Mark Lanegan)         | 4:38    |  |
| 10.            | "Happy Bored Alone"                            | 3:09    |  |
| 11.            | "Afterending"                                  | 3:52    |  |
| Duração total: | Duração total:                                 | 44:37   |  |

## Ficha técnica
- James Dean Bradfield - vocais, guitarras
- Sean Moore - bateria, percussão
- Nicky Wire - baixo, vocais